# 갈돔과
갈돔과(Lethrinidae)는 도미목에 속하는 조기어류과의 하나이다. 농어목으로 분류하기도 한다. 주로 태평양과 인도양의 열대 수역에서 발견되며, 레트리누스 아틀란티쿠스(Lethrinus atlanticus)는 동대서양에서 발견된다. 갈돔, 긴갈돔, 줄갈돔, 파랑제왕갈돔, 긴코갈돔, 구갈돔, 점갈돔, 주황오선갈돔, 까치돔, 긴꼬리까치돔 등을 포함하고 있다.

## 하위 분류
- 갈돔아과 (Lethrininae)
  - 갈돔속 (Lethrinus)
- Monotaxinae
  - Gnathodentex
  - 까치돔속 (Gymnocranius)
  - Monotaxis
  - Wattsia

## 사진

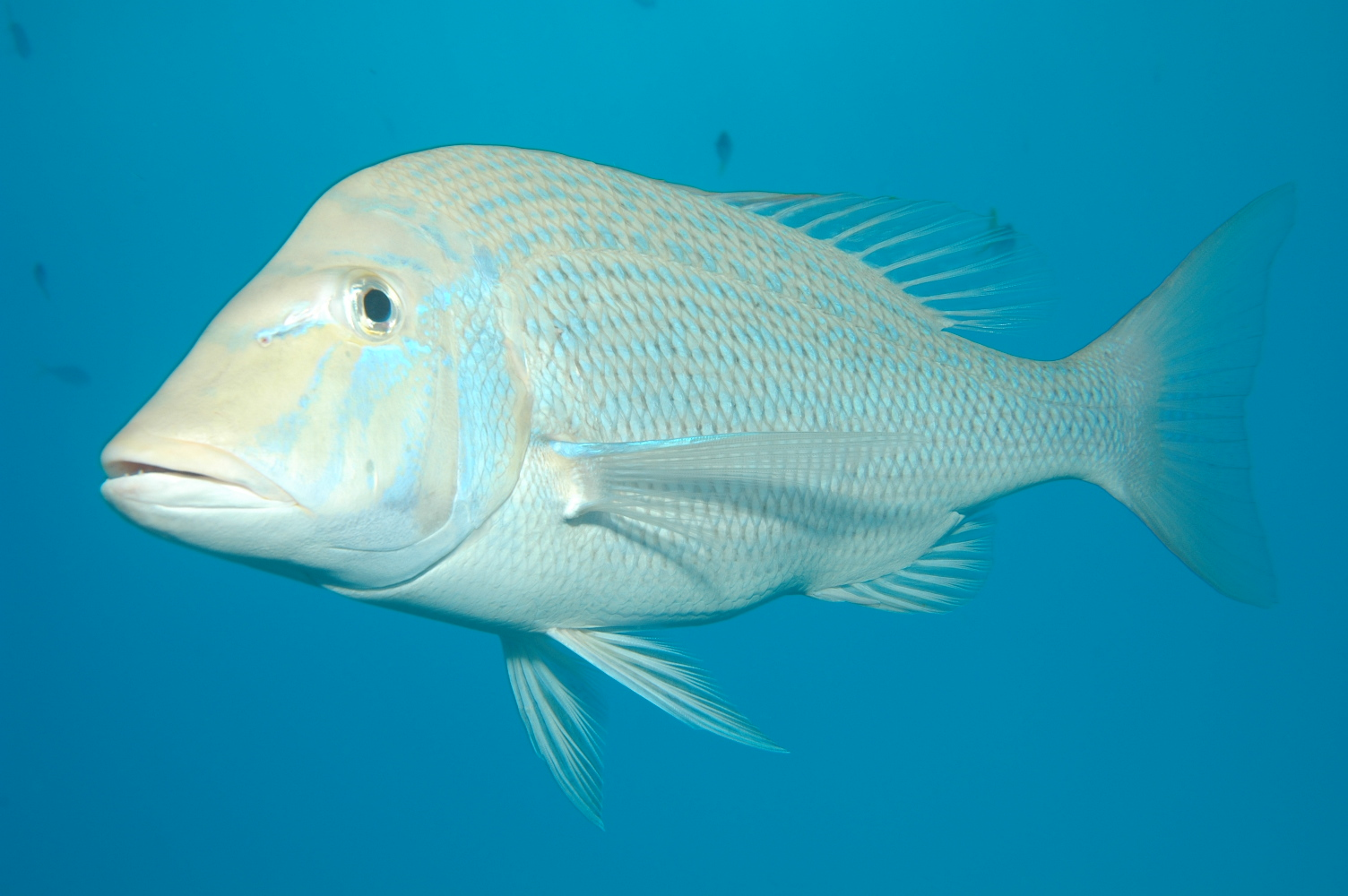
긴코갈돔(Lethrinus olivaceus)
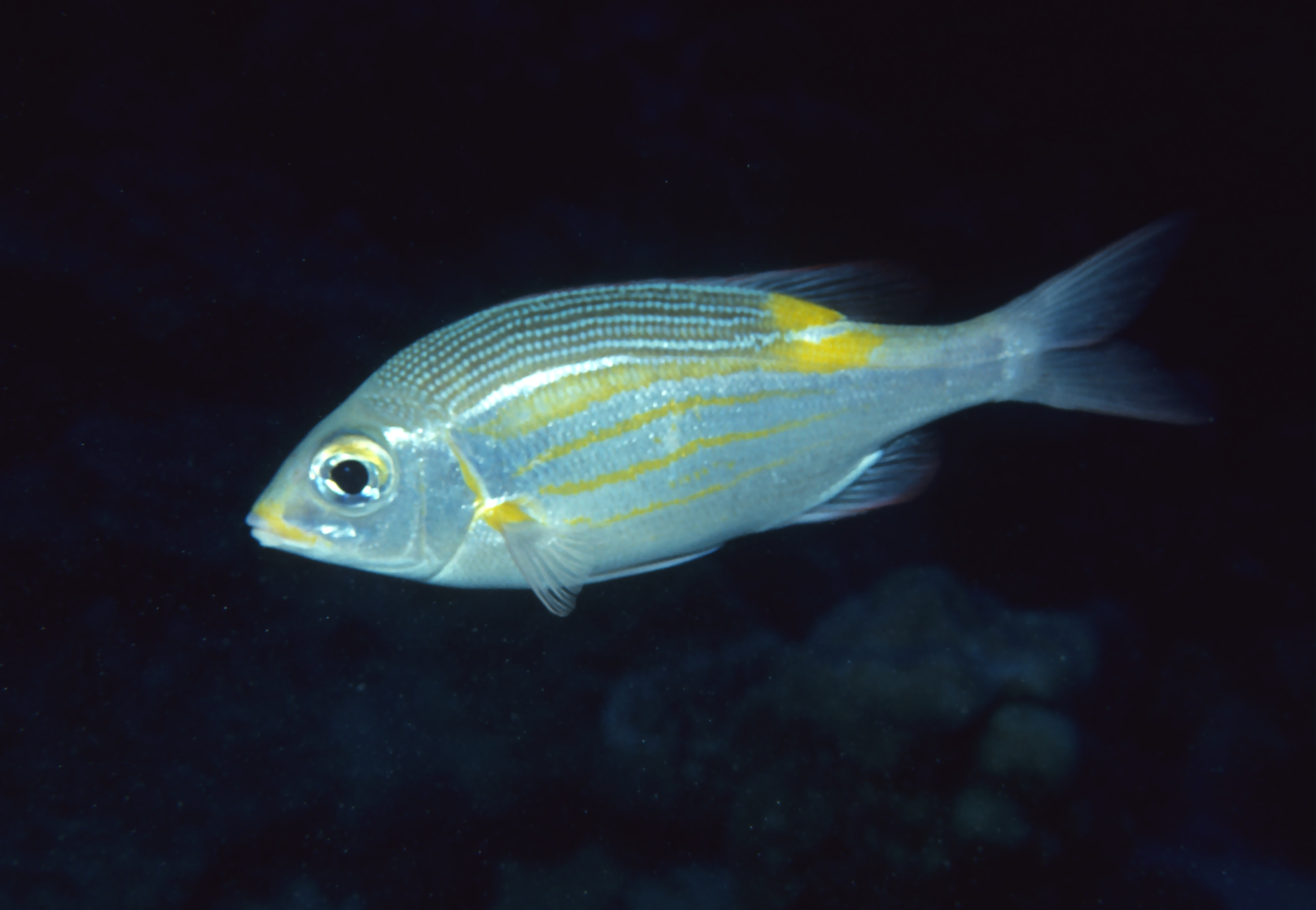
Gnathodentex aureolineatus
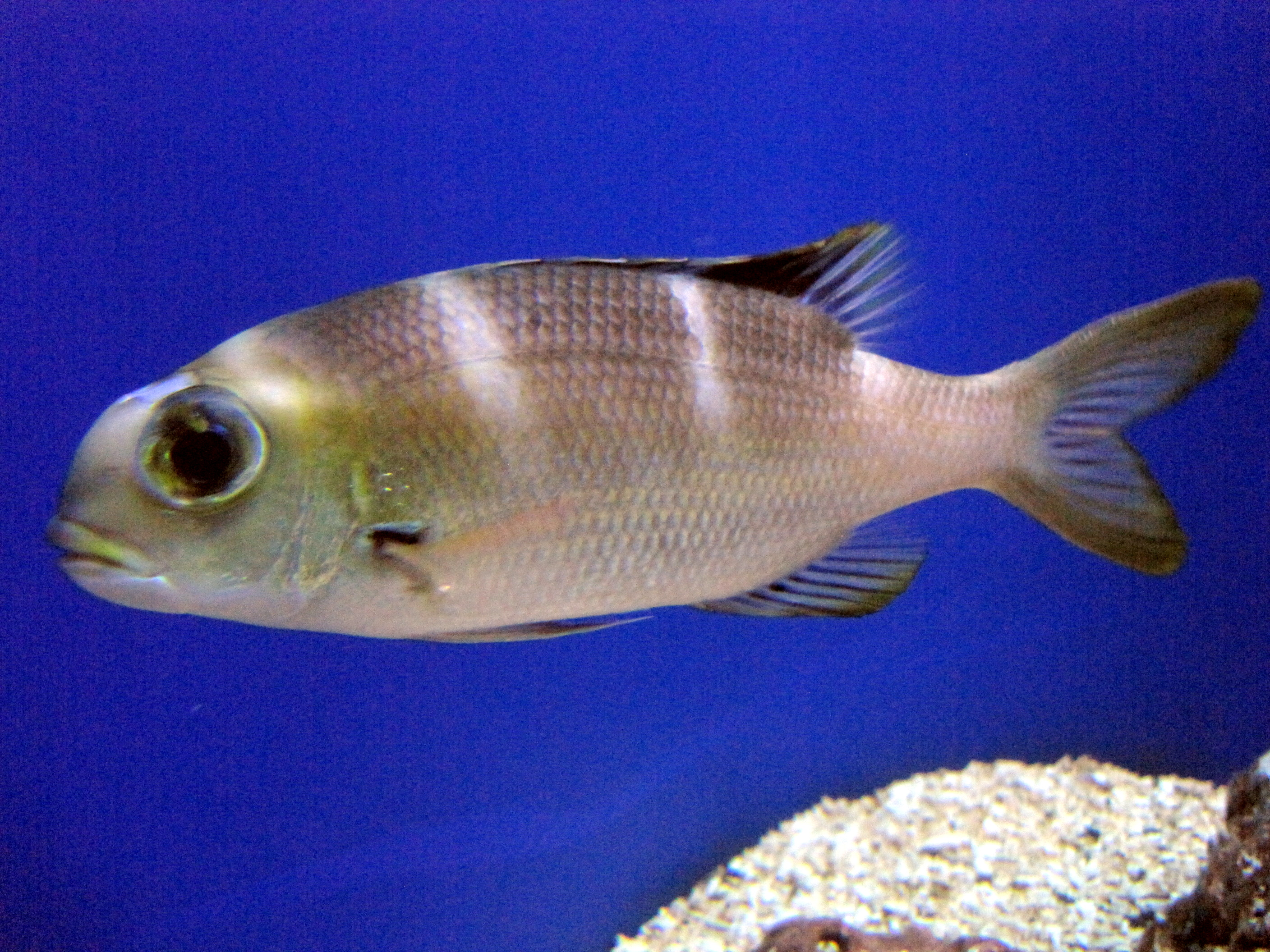
Monotaxis grandoculis